# Tory Belleci
Salvatore Paul Belleci (Monterey, 30 ottobre 1970) è un conduttore televisivo ed effettista statunitense e membro del Build Team del programma MythBusters.

## Biografia
È famoso per il suo lavoro nel programma televisivo MythBusters dal 2003 al 2014. Ha studiato e si è laureato all'Università di San Francisco. In seguito inizia a lavorare come creatore di modelli con la Industrial Light and Magic in film come La minaccia fantasma e L'attacco dei cloni. Le astronavi della Federazione e gli sgusci sono alcuni dei suoi lavori.
Tory ha lavorato anche in molti altri film, come: Matrix (la trilogia), Van Helsing, Peter Pan, Starship Troopers, Galaxy Quest e L'uomo bicentenario, sempre nel campo degli effetti speciali come costruttore di modelli.
Tory è spesso considerato dai suoi colleghi di MythBusters, Kari Byron e Grant Imahara, uno spericolato e viene impiegato nelle prove più pericolose quando testano alcuni miti. È rimasto immobile vestito di rosso in un'arena con dei tori da corrida ed ha testato se la lingua umana rimane congelata al palo, è stato anche trascinato da un cavallo ad una velocità di oltre 45 km/h per testare un mito sui jeans. Per fare ciò, spesso si è reso protagonista di incidenti comici durante i test che, a volte, gli hanno anche causato qualche ferita.
Nel 2016 ha presentato assieme a Byron e Imahara il programma televisivo White Rabbit Project, prodotto da Netflix.
Nel 2021 è protagonista di The Great Escapists su Prime Video con Richard Hammond.

## Filmografia

### Effetti visivi
- Star Wars: Episodio I - La minaccia fantasma (Star Wars Episode I: The Phantom Menace), regia di George Lucas (1999) - produzione modelli
- Galaxy Quest, regia di Dean Parisot (1999) - produzione modelli
- Monkeybone, regia di Henry Selick (2001) - produzione modelli
- Star Wars: Episodio II - L'attacco dei cloni (Star Wars: Episode II - Attack of the Clones), regia di George Lucas (2002) - produzione modelli
- Matrix Reloaded, regia di Andy Wachowski e Larry Wachowski (2003) - produzione modelli
- Terminator 3 - Le macchine ribelli (Terminator 3: Rise of the Machines), regia di Jonathan Mostow (2003) - produzione modelli
- Peter Pan, regia di P. J. Hogan (2003) - produzione modelli
- Van Helsing, regia di Stephen Sommers (2004) - produzione modelli